# Amazônia (telenovela)
Amazônia foi uma telenovela brasileira produzida e exibida pela Rede Manchete entre 10 de dezembro de 1991 e 29 de junho de 1992, em 162 capítulos divididos em duas temporadas, substituindo A História de Ana Raio e Zé Trovão e sendo substituída por Guerra sem Fim. Foi dividida em duas temporadas: a primeira exibida entre 10 de dezembro de 1991 e 3 de fevereiro de 1992, em 42 capítulos, e a segunda entre 4 de fevereiro de 1992 e 29 de junho de 1992, em 120 capítulos.
Escrita por Jorge Duran com Denise Bandeira na primeira temporada e Regina Braga na segunda, com a colaboração de Anamaria Nunes, Paulo Halm e Marilu Saldanha, sob direção de Betse de Paula, Carlos Magalhães, José Jofilly, Luiz Carlos Magalhães, Rudy Lageman e Tânia Lamarca, e direção geral de Marcos Schechtman na primeira temporada e Tizuka Yamasaki na segunda.
Conta com Marcos Palmeira, Cristiana Oliveira, Júlia Lemmertz, José de Abreu, Antônio Petrin, Jussara Freire, Leonardo Villar e Roberto Bomfim nos papéis centrais.

## Produção
Após três grandes sucessos seguidos com Kananga do Japão, Pantanal e A História de Ana Raio e Zé Trovão, a Rede Manchete decidiu investir R$ 20 milhões – algo exorbitante para a época – na expectativa que Amazonia mantivesse a boa audiência. A ideia de centrar a novela na Amazônia foi de Jayme Monjardim, na ocasião diretor de dramarurgia da emissora, convocando Jorge Duran e Denise Bandeira, em sua novela de estreia, para escreverem a história que reuniria tudo que deu certo nas três anteriores: a natureza, uma trama de época e a participação do fenômeno Cristiana Oliveira. No primeiro semestre de 1991 viajaram para Manaus 150 pessoas, entre elenco e equipe, além do transporte de parte do equipamento dramatúrgico da Manchete para montar um set completo de produção na cidade. Durante a produção, Jayme, que seria diretor geral, se desentendeu com a produção e deixou a Manchete, passando a direção para Marcos Schechtman.
A previsão de estreia era julho de 1991, porém as dificuldades técnicas de filmar na mata, doenças como malária e febre amarela, além do elenco que passava mal no calor de mais de 40ºC filmando com roupas pesadas de época causou um grande atraso, fazendo com que A História de Ana Raio e Zé Trovão fosse esticada em três meses e a minissérie O Fantasma da Ópera fosse feita as pressas pra ocupar o horário até a estreia em 10 de dezembro. A proposta dos autores era fazer uma novela aos moldes do que Lauro César Muniz fez em O Casarão (1976) na Rede Globo, contando a história em duas épocas diferentes ao mesmo tempo, 1899 e 1991, com parte do elenco interpretando personagens diferentes – o que também seria utilizado por Elizabeth Jhin em Espelho da Vida (2018). Porém, tal qual O Casarão, o público ficou confuso com as duas fases coexistindo durante os capítulos e isso afugentou a audiência.

### Mudança na história e na equipe
Em janeiro de 1991, após um mês e meio no ar e com a audiência muito abaixo do esperado, a direção da emissora fez mudanças bruscas: afastou a novata Denise Bandeira da co-autoria e trouxe Regina Braga, que escreveu Selva de Pedra na Rede Globo, para ajudar Jorge Duran, além de trocar a direção para Tizuka Yamasaki. Ao assumir, Tizuka fez duras críticas ao que Schechtman tinha feito até ali, declarando: "A música estava errada, a cenografia estava errada, a direção de elenco estava errada. Era um barco sem capitão afundando.". A primeira coisa que a nova diretora fez foi extinguir a fase contemporânea e focar apenas na de época, que era mais bem avaliada.
Com isso os personagens de Raul Gazolla, Helena Ranaldi, Antonio Abujamra, Rubens Corrêa e Henrique Cukierman foram mortos e a intitulada primeira temporada se encerrou no capítulo 42, iniciando no dia seguinte uma nova fase focada apenas em 1899. A Manchete fez uma grande campanha de relançamento da novela, que ganhou o subtítulo de Amazônia: Parte 2, porém o estrago já estava feito e a trama se consolidou como um fracasso de audiência, apesar de muito elogiada pela crítica em sua segunda temporada pelo texto bem elaborado e o figurino refinado.

## Temporadas
| Temporada | Temporada | Eps. | Exibição original      | Exibição original      |
| Temporada | Temporada | Eps. | Estreia da temporada   | Final da temporada     |
| --------- | --------- | ---- | ---------------------- | ---------------------- |
|           | 1         | 42   | 10 de dezembro de 1991 | 3 de fevereiro de 1992 |
|           | 2         | 120  | 4 de fevereiro de 1992 | 29 de junho de 1992    |

## Enredo
Em Manaus, quando o trambiqueiro Lúcio conhece a jornalista Milla – que está escrevendo sobre as ilegalidades do inescrupuloso madeireiro Marcelo – ele começa a ter visões do passado, quando eles se apaixonaram em outra encarnação como Caio e Camile, para despeito da namorada dele Andréa. Em 1899, Caio é filho do milionário Comendador Mangabeira e da arrogante Bárbara, que desejam que ele se case com a bela Maria Luíza, filha do coronel Pacheco, que enriqueceu junto com Mangabeira na extração da borracha. Apesar de inicialmente se encantar pela moça, ele acaba apaixonado por Camile, uma dançarina burlesca que chegou da França e é sobrinha de Rosana, dona do bordel, fazendo com que os pais dele passem a infernizar o romance.
Num casamento infeliz, Bárbara cai na lábia de Ryan, um golpista que se passa por investidor para entrar nos negócios de Mangabeira e roubar sua fortuna, mas que também fica obcecado por Camile. No distrito da borracha os trabalhadores são explorados por Mangabeira, entre eles seu ex-amigo de juventude e agora empregado Quim; a dona da mercearia Maria Rabuda conhece o passado dos poderosos e guarda um segredo de Mangabeira; já o médico Gaspar faz todos os caprichos de Francisca.

## Exibição
Em 2008, o SBT comprou por R$ 2 milhões os direitos de exibição da novela junto com os de Dona Beija, Pantanal, A História de Ana Raio e Zé Trovão, Kananga do Japão e Corpo Santo, porém após os problemas judiciais que enfrentou após a exibição das três primeiras sem pagar pelo uso da imagem dos atores, a emissora desistiu de exibir Amazônia 
e as outras.

## Elenco
| Ator                 | Personagem                 |
| -------------------- | -------------------------- |
| Marcos Palmeira      | Caio Mangabeira            |
| Marcos Palmeira      | Lúcio (em 1991)            |
| Cristiana Oliveira   | Camille Leblanc            |
| Cristiana Oliveira   | Milla Viana (em 1991)      |
| Júlia Lemmertz       | Maria Luísa Peçanha        |
| José de Abreu        | Ryan Molina                |
| José de Abreu        | Marcelo Loureiro (em 1991) |
| Antonio Petrin       | Comendador Mangabeira      |
| Jussara Freire       | Bárbara Mangabeira         |
| Leonardo Villar      | Coronel Peçanha            |
| Roberto Bomfim       | Quim                       |
| Lúcia Alves          | Maria Rabuda               |
| Tonico Pereira       | Dr. Gaspar                 |
| Patrícya Travassos   | Francisca                  |
| Maria Sílvia         | Rosana Leblanc             |
| Anselmo Vasconcelos  | Dr. Ezequiel               |
| Tatiana Issa         | Leninha Mangabeira         |
| Ricardo Blat         | Celestino                  |
| Haroldo Costa        | Tinoco                     |
| David Herman         | Mr. Yale                   |
| Paulo Barbosa        | Gandô                      |
| Ivan de Albuquerque  | Pajé Moraicá               |
| Catarina Abdalla     | Severina                   |
| Anderson Müller      | Adão                       |
| Iracema Starling     | Assunção                   |
| Gláucia Rodrigues    | Flor                       |
| Gláucia Rodrigues    | Marlene (em 1991)          |
| Marcélia Cartaxo     | Das Dores                  |
| Betina Vianny        | Françoise                  |
| Marília Barbosa      | Olinda Rosa                |
| José Dumont          | Raimundo                   |
| Roney Villela        | Uirá                       |
| Tião D'Ávila         | Matias                     |
| Iza Eirado           | Lolita                     |
| Marta Richter        | Maria                      |
| Maria Dulce Saldanha | Pérola                     |
| Vera Setta           | Josefina                   |
| Waldir Onofre        | Inocêncio                  |

### Participações especiais
| Ator               | Personagem     |
| Parte 1            | Parte 1        |
| ------------------ | -------------- |
| Raul Gazolla       | Daniel         |
| Helena Ranaldi     | Andréa         |
| Antonio Abujamra   | Xerife Spinoza |
| Rubens Corrêa      | Muru           |
| Henrique Cukierman | Nando          |
| Parte 2            |                |
| Eduardo Conde      | Gustavo Gusmão |
| Jards Macalé       | Dorotéo        |
| Nelson Paulino     | Nepomuceno     |
| Paulo Vespúcio     | Alexandrino    |
| Gilson Moura       | Ratão          |